# Большешипицыно
Большешипицыно — деревня в Саргатском районе Омской области России. Входит в Новотроицкое сельское поселение.
Расположена на восточном берегу озера Тобол-Кушлы в 25 км к северо-западу от села Саргатское и в 80 км к северу от Омска. Местность вокруг села усеяна мелкими озёрами Ишимской равнины.
Через деревню проходит подъездная дорога от автодороги Саргатское — Баженово к Новотроицку (8 км к северо-западу). Железных дорог нет.

## История
В 1900 году построена однопрестольная церковь на средства прихожан в честь святого Архистратига Михаила.
В 1928 году село Большое Шипицино состояло из 158 хозяйств, основное население — русские. Центр Большешипицынского сельсовета Саргатского района Омского округа Сибирского края.

## Население
| 1926 | 2010 |
| ---- | ---- |
| 832  | ↘71  |